# Thé au Royaume-Uni
Les Britanniques sont parmi les plus grands consommateurs de thé au monde, chaque personne consommant en moyenne 1,9 kg par an. Le thé employé est généralement du thé noir, servi avec du lait et parfois avec du sucre. Le thé fort est servi avec beaucoup de lait et souvent deux cuillères à café de sucre, généralement dans une tasse, qui est communément appelé « builder's tea », en référence aux constructeurs et plus largement à la classe ouvrière. La plupart du temps au Royaume-Uni, boire du thé n'est pas une expression de la culture délicate et raffiné que le reste du monde s'imagine : une tasse de thé est quelque chose bu fréquemment tout au long de la journée. Les britanniques ont bien sûr une cérémonie de thé plus formelle, mais les pauses thé sont une partie essentielle de la journée de travail. Le terme est souvent abrégé en « thé », indiquant essentiellement une pause. Ce terme d'ailleurs employé dans le jeu de cricket et, par conséquent, dans la plupart des autres pays de l'ancien empire britannique. Les marques de thé les plus connues sont Tetley, Twinings et Yorkshire Tea.

## Histoire

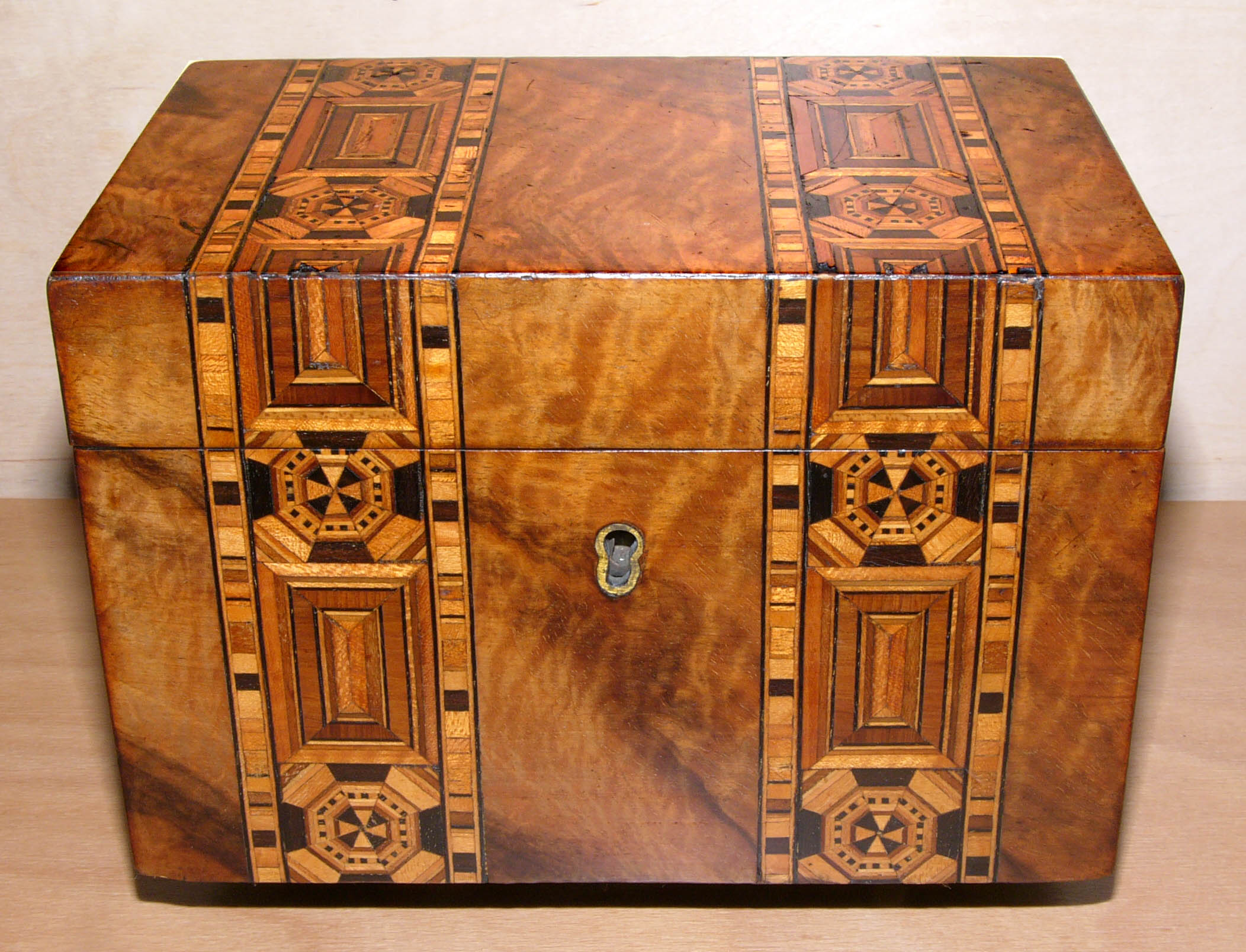
Boite de stockage de feuilles de thé en vrac, appelée « tea caddy ».

### Origines

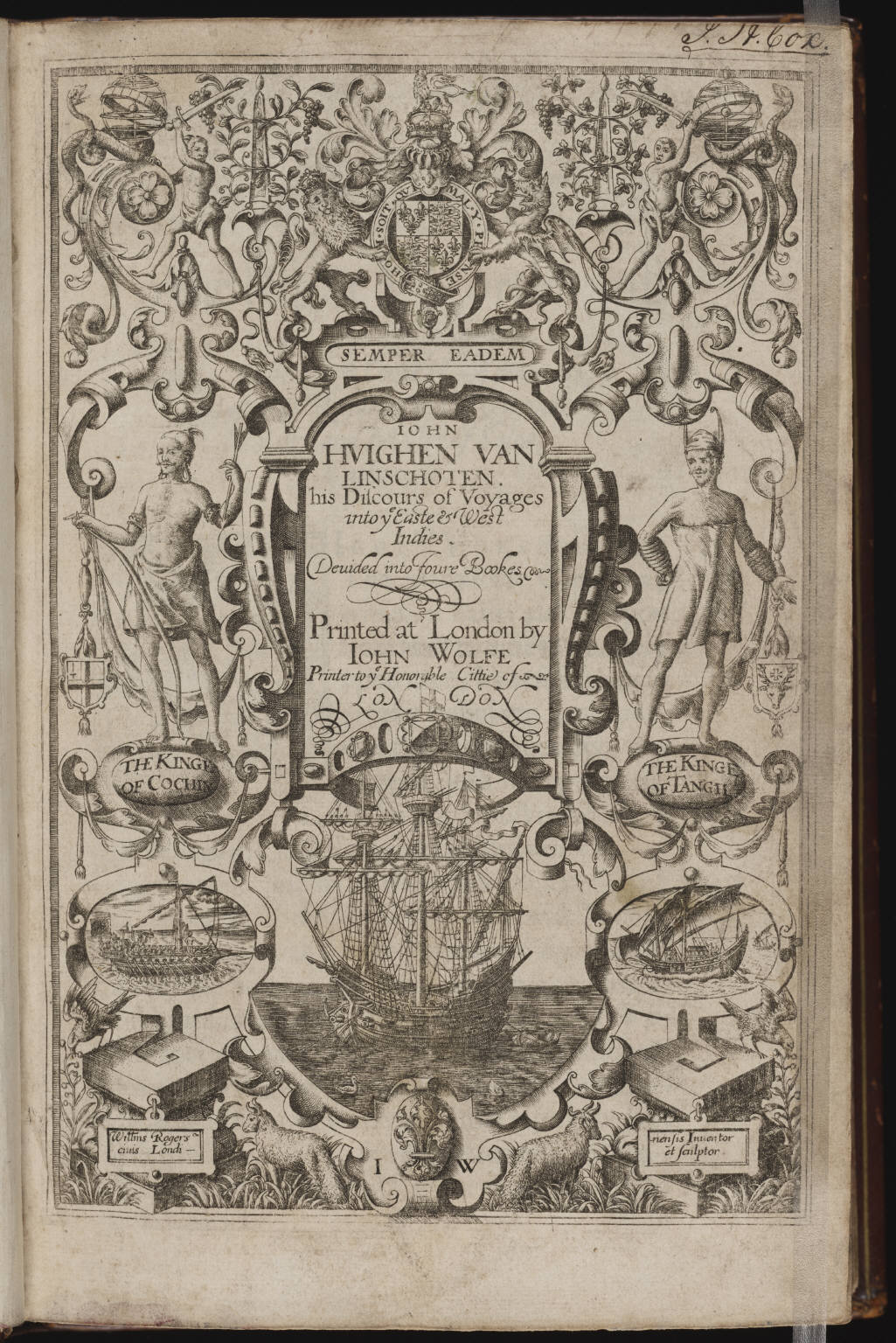
Couverture de Discours of Voyages into ye Easte & West Indies, un ouvrage de Jan Hugo van Linschooten.

La première mention de thé dans la littérature européenne est par l’explorateur vénitien Giambattista Ramusio en 1559. Jan Hugo van Linschooten, un navigateur néerlandais, est le premier à mentionner le thé en langue anglaise, dans ses carnets de voyages de 1598.
La première référence connue au thé par un Britannique date de 1615 : dans une lettre, R. Wickham, un agent de la Compagnie britannique des Indes orientales installé au Japon demande à son correspondant, basé à Macao, de lui envoyer un pot de « chaw », une transcription phonétique de « chàh », le terme désignant le thé en dialecte cantonais. Le marchand Samuel Purchas raconte la consommation de thé chinoise en 1625. En 1637, Peter Mundy décrit une eau bouillie avec une herbe.
Le thé vert importé de Chine commence à être vendu dans les cafés londoniens peu avant la restauration anglaise de 1660. Le marchand Thomas Garway est le premier Anglais à vendre du thé dans son café, sur l’Exchange Alley, en 1657,. Immédiatement après la mise en vente du thé chez lui, le café Sultaness Head Coffee House suit son exemple, publiant une réclame pour le thé dans le Mercurius Politicus du 30 septembre 1658.
En 1641, Nicolaes Tulp, directeur de la Compagnie néerlandaise des Indes orientales, écrit sur les vertus médicales du thé,. Dans son pamphlet de présentation du thé, Thomas Garway affirme que la boisson a de nombreux effets positifs sur la santé. De nombreux autres auteurs s’intéressent au thé comme médecine, dont Samuel Hartlib en 1657, Cornelis Bontekoe en 1678, Thomas Povey (en) en 1686 et Thomas Tryon (en) dans les années 1690,,. En 1667, Samuel Pepys remarque que sa femme doit boire du thé à la demande de son médecin. John Locke commence à consommer la boisson après avoir passé du temps avec des médecins néerlandais dans les années 1680.
En 1667, la compagnie des Indes orientales demande pour la première fois l’import de thé depuis Banten. En retour de cette demande, en 1669, deux boîtes de thé arrivent à Londres. En 1672, un serviteur du baron Edward Herbert envoie des instructions de préparation du thé au Shropshire. Il ordonne de faire bouillir un quart d’eau de source, d’ajouter une cuiller de thé et d’ajouter du sucre candi. Le thé doit ensuite infuser pendant un quart d’heure à une demi-heure sur le feu, sans jamais bouillir. Il faut ensuite réchauffer les petites tasses avec la vapeur avant de servir le thé.
Dans les années 1660, le thé coûte six à dix fois plus cher que le café. Catherine de Bragance aime le thé ; elle en demande à son mari Charles II et après en avoir bu à son mariage à Portsmouth en 1662, elle le rend populaire auprès des femmes de la cour,. Vers 1685, sa consommation de thé pour le plaisir et non pour ses vertus médicales en fait une boisson appréciée des cercles littéraires.

### XVIIIesiècle

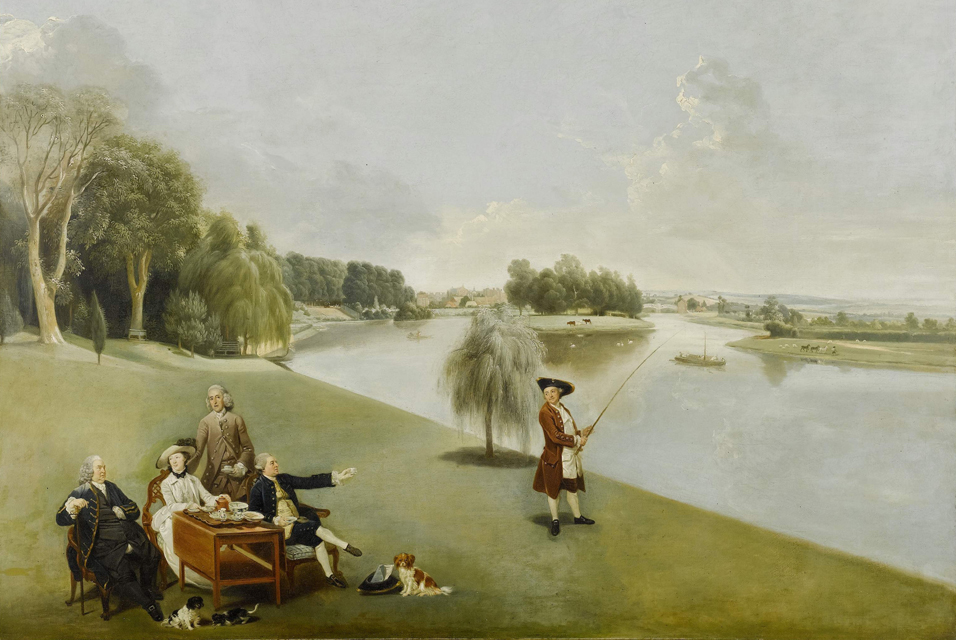
Johann Zoffany, Le jardin de Hampton House, avec Mr et Mrs David Garrick prenant le thé

Entre 1685 et le début du dix-huitième siècle, les Britanniques commencent à sucrer leur thé. Le thé et le sucre étant tous deux raffinés et chers, on les boit ensemble, et les importations de ces deux produits au dix-huitième siècle augmentent en parallèle.
Le premier salon de thé londonien ouvre en 1706 sous la direction de Thomas Twining, au 216 Strand à Londres. À cette époque, l’importation de thé se fait via les Pays-Bas, depuis la Chine : le thé est difficile à se procurer et très cher, donc peu demandé. Après 1700, la compagnie des Indes orientales commence à échanger plus régulièrement avec la Chine et commence à importer du thé en petites quantités. En 1720, le Parlement interdit l’importation de tissus chinois traités, et les commerçants remplacent leur marchandise par du thé. Dans ces circonstances, le thé atteint rapidement un prix plus raisonnable ; la demande de thé et de sucre augmente alors que la culture du thé se répand dans les Indes britanniques.
Dans les années 1770, tous les thés étrangers sont importés par des marchands londoniens avant d’être vendus. Les taxes britanniques sont très élevées, donc le thé fait l’objet de contrebande importante. À la fin des années 1770, le propriétaire de la Charleston Tea Plantation (en) exporte des graines chinoises à Charleston. Sa production de thé devient très populaire en Grande-Bretagne.
En 1731, la ballade patriotique The Roast Beef of Old England (en) présente le thé et le café comme des boissons étrangères et rares sous Elizabeth I. Alors que les prix baissent, la classe moyenne commence à en consommer et en fait un signe de respectabilité. La consommation de thé devient un rituel domestique et la demande augmente.
En raison du monopole de la compagnie britannique des Indes orientales sur l’industrie du thé en Angleterre, le thé dépasse le café, le chocolat et l’alcool. Le thé devient rapidement un bien purement britannique, dont la consommation est encouragée par le gouvernement en raison des fortes taxes sur le produit. Le thé provient d’Inde et asseoit le profit et le pouvoir colonial britannique, tandis que le café et le chocolat proviennent d’empires concurrents,.
John Hanway, réformateur social, remarque qu’en 1767, même les mendiants boivent du thé en bord de rue. En deux siècles, le thé passe donc de produit rare et délicat à boisson nationale.

### XIXesiècle

Le clipper Thermopylae, qui commence à naviguer en 1868.

Au début du dix-neuvième siècle, le thé est moins cher que la bière. Le sucre est lui aussi devenu très bon marché, et on continue à consommer les deux ensemble. Le thé est préféré au café parce qu’il ne souffre pas de la dilution : les classes les moins aisées peuvent donc le préparer à très bas coût.
Certains chercheurs suggèrent que le thé a joué un rôle dans la révolution industrielle. L'« afternoon tea » est probablement devenu un moyen d'augmenter le nombre d'heures que les ouvriers pouvaient travailler dans les usines ; les stimulants contenus dans le thé, accompagné de sucres permettant aux travailleurs d'avoir plus d'énergie pour finir le travail de la journée. En outre, le thé a contribué à atténuer certaines conséquences de l'urbanisation qui a accompagné la révolution industrielle : la consommation de thé nécessitait de faire bouillir son eau, détruisant ainsi les maladies d'origine hydrique comme la dysenterie, le choléra et la typhoïde.
Contrairement aux aristocrates, les travailleurs boivent du thé au travail plutôt qu’à la maison. Ils emmènent leurs ustensiles au travail, et le thé n’a plus de dimension rituelle.
L'exposition universelle de Londres de 1884 est l'occasion pour les visiteurs britanniques, mais aussi les touristes, de découvrir le thé en provenance des Indes britanniques, développement fortement sa popularité dans le Royaume-Uni, en Amérique du Nord et en Europe.

### XXeetXXIesiècles

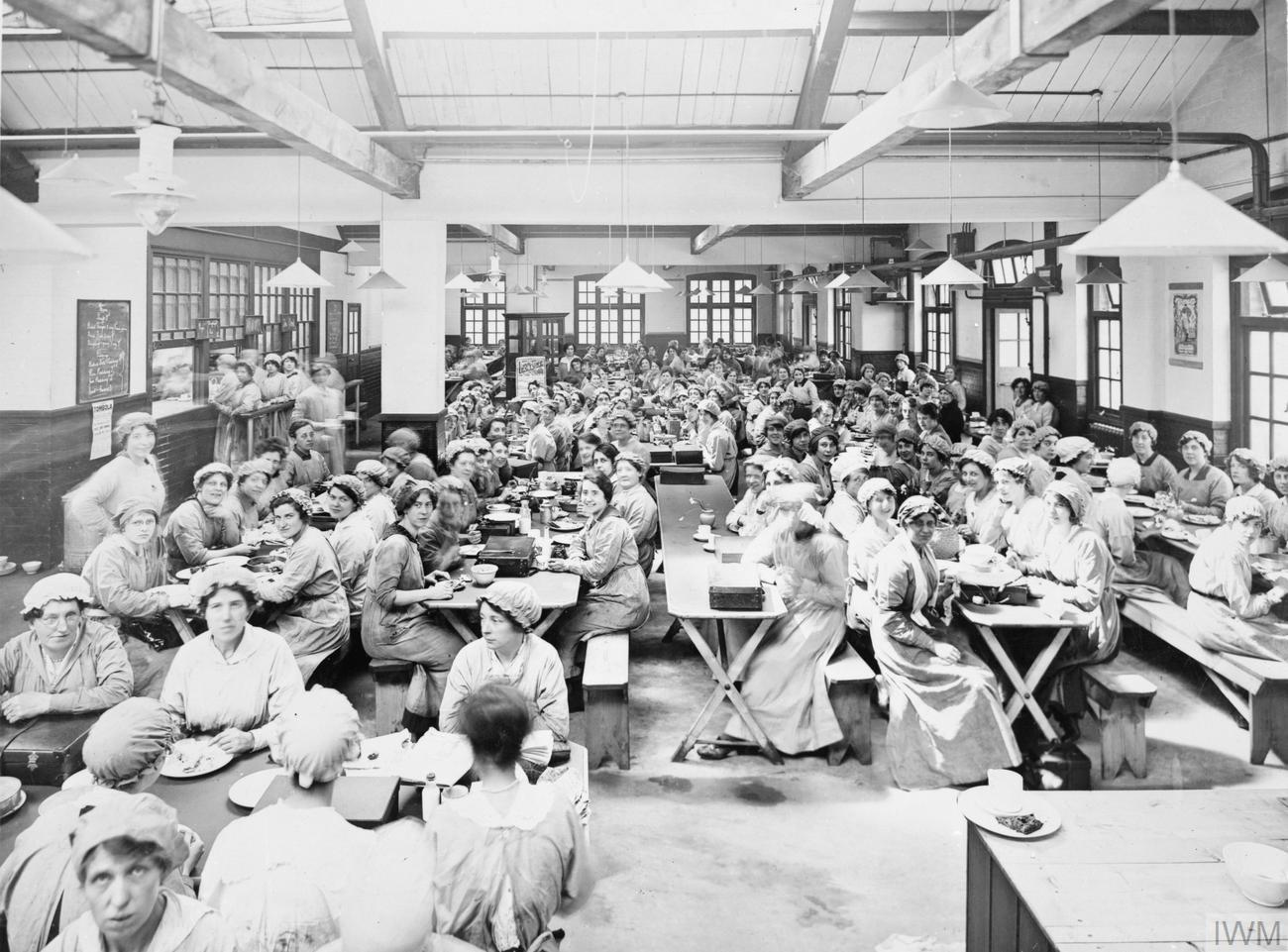
Travailleurs prenant une pause thé pendant la Première Guerre mondiale.

Lors de la seconde guerre mondiale, les arrivages de thé depuis l'Inde et le Sri Lanka sont menacés par les U-Boats de la Kriegsmarine ; Winston Churchill étudie alors la possibilité de faire pousser du thé en Grande-Bretagne ou en Irlande du Nord, mais le délai de 4 à 5 ans entre la plantation des théiers et la première récolte le fait renoncer. S'il déclare en 1942 « pour nos soldats, le thé est plus important que les munitions », les nombreuses pertes de navires cargo l'oblige à un instaurer un rationnement. Quand, à la fin de la guerre, de nouveaux charriots de thé font leur apparition dans les gares, la population les accueillent comme un signe incontestable de reprise économique.
Ce n'est qu'à partir de 1999 que commencent des expériences de plantations de thés sur le territoire britannique, d'abord en Angleterre du sud-Ouest, puis en Irlande du Nord, Pays-de-Galles et Écosse.

## Consommation

### Préparation
La préparation du thé commence quand l’hôte fait bouillir de l’eau fraîche dans une bouilloire. Un peu d’eau chaude est versée dans une théière pour réchauffer le récipient, puis on ajoute le thé, généralement du thé noir en vrac ou en sachet. L’eau bouillante est ensuite versée dans la théière, et on laisse le thé infuser deux à cinq minutes. On sert ensuite le thé. Les invités peuvent enfin ajouter du sucre puis du lait à leur convenance.
Dès le milieu du vingtième siècle, la question de mettre du lait avant ou après le thé dans la tasse fait débat. En 1946, dans A Nice Cup of Tea, l’écrivain George Orwell note que les débats font rage sur la préparation du thé, et en particulier que sur ce sujet, toutes les familles de Grande-Bretagne ont des partisans de chacune des alternatives. L’ISO 3103 et la Royal Society of Chemistry notent que la méthode d’ajout du lait change le goût du thé. Certaines études suggèrent qu’ajouter le lait après le thé cause un choc thermique dénaturant les protéines du lait, tandis que d’autres affirment que c’est le temps d’infusion qui compte. La classe sociale joue également un rôle : seule la porcelaine de qualité supporterait l’eau bouillante non refroidie par du lait. En 2016, la majorité de la population britannique boit son thé avec du lait et sans sucre.
Dans les années 1770 et 1780, les Britanniques, comme les Russes, boivent leur thé dans des soucoupes,.

### Occasions

#### Salons de thé

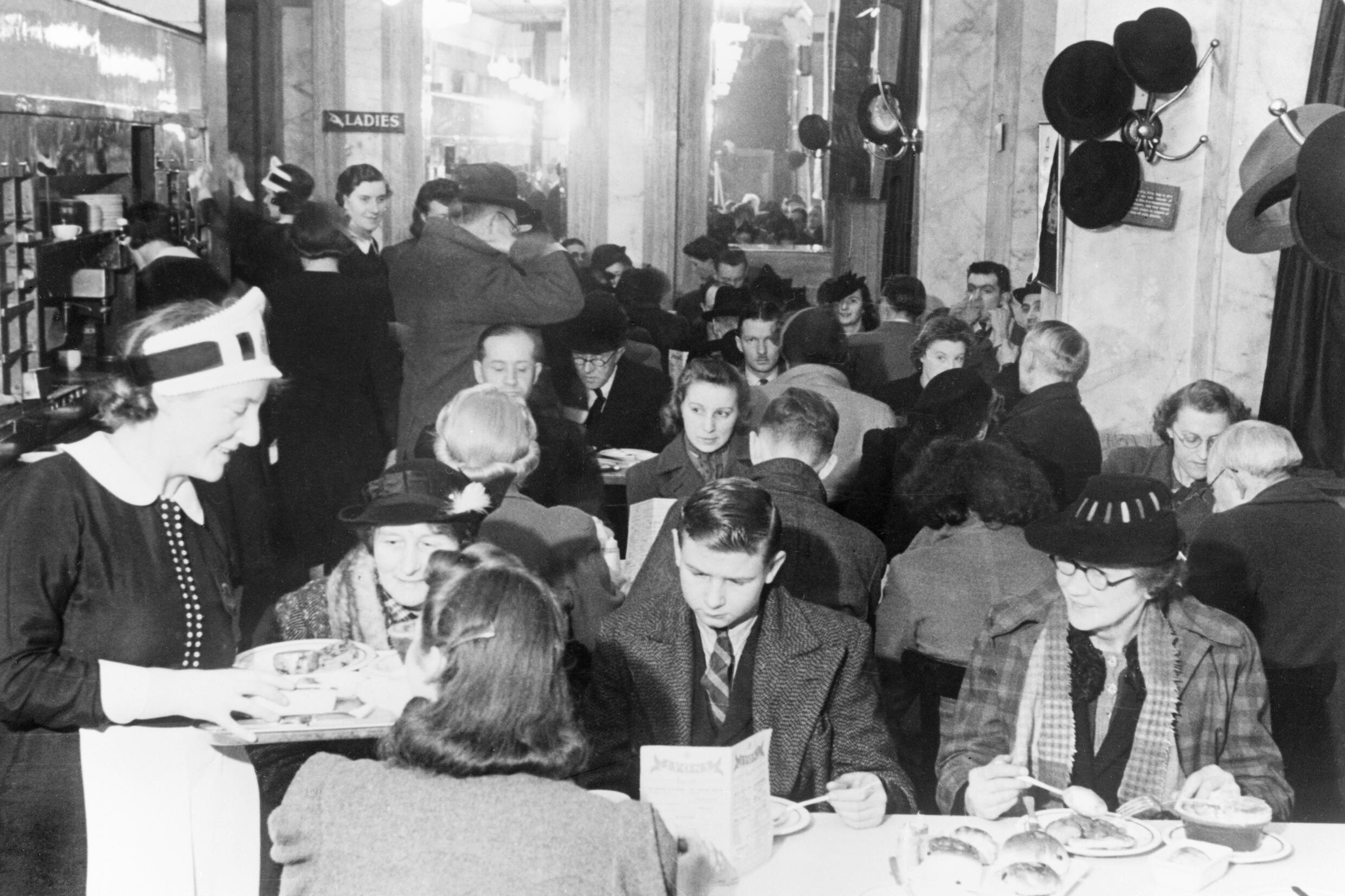
Une serveuse apporte du thé à des clients d’une boutique Lyons Tea à Londres, 1942.

En 1864, l’Aerated Bread Company (en) ouvre le premier A.B.C. Tea Shop. Une employée d’ABC qui servait des goûters et du thé gratuits à tous les clients obtient la permission d’installer un comptoir à thé dans sa boutique. En 1923, la chaîne de salons de thés a 250 filiales, ce qui en fait la deuxième chaîne du pays après Lyons Tea, fondée en 1894.
Les salons de thés sont le seul endroit de l’époque victorienne où les femmes peuvent manger en extérieur sans accompagnateur et sans risquer leur réputation. Cela en fait des lieux essentiels des suffragettes et des féministes,.

#### Thé comme repas
Dans les îles britanniques, le mot « thé » ne désigne pas seulement une boisson, mais aussi un repas. Le type de repas qualifié ainsi dépend beaucoup du milieu social et de l'endroit où vit la personne qui en parle. La différenciation entre le dîner, le déjeuner et le thé est un repère social classique de l'anglais britannique et est expliqué plus en détail sur l'article détaillé. Brièvement, l'afternoon tea est plus doux et plus tôt, alors que le high tea est le dernier repas de la journée.
La loi britannique prévoit une pause de vingt minutes pour six heures de travail consécutif : cette loi dit qu’il s’agit d’une pause dédiée à un repas ou à un thé.

## Production
Quelques acres de terres agricoles sont consacrées à la culture du thé sur le territoire britannique ; ce sont des expérimentations ponctuelles qui ne produisent encore que quelques kilos de thé par an.
La plus ancienne date de 1999 et est installée dans un jardin des Cornouailles dans lequel des Camellia japonicas s'étaient déjà acclimatés depuis le XIXe siècle ; ils sont suivis en 2007 par une expérience similaire en Angus, réalisé par une descendante de Charles Alexander Bruce, employé de la compagnie britannique des Indes orientales qui avait participé au premier transport de thé d'Assam vers Londres. Si les premiers théiers n'ont pas survécu au froid écossais, les suivants, installés sous serres, produisent 2kg de thé par an, commercialisés par Pekoe (zh). D'autres expériences, basés sur les théiers de Géorgie ou du Népal, sont menées pour adapter le théier au climat de l’Écosse : propager les théiers, non par bouture, mais par graine, afin que celles-ci développent des racines très profondes, plus adaptées au froid et au vent ; ou forcer la croissance du théier par des coupes très fortes (65 à 80% des feuilles) couplées à des privations de lumière de la plante. Une expérience similaire, sous serre, existe au Pays-de-Galles.
Enfin, un jardin existe aussi à Belfast, mais la production sert plus un objectif de développement de lieu de tourisme qu'à une commercialisation de thé en vrac.

## Demande
En 1974, les Britanniques boivent en moyenne 68 grammes de thé par semaine et par foyer. Ce chiffre descend à 25 grammes en 2016. Cette baisse s'explique en partie par le gain de popularité du café et par la perte de marché des biscuits sucrés, habituellement consommés à cinq heures avec le thé. Le déclin ne s'applique cependant qu'au thé noir classique ; les thés verts, mélanges de thés et infusions gagnent en popularité depuis 2012.
Dans les années 2010, le Royaume-Uni consomme 61 milliards de sachets de thé par an. En 2017, 61 % de la population boit du thé quotidiennement, et seulement 11 % de la population n'en boit jamais.

## Commerce

### Importation
En 2020, le Royaume-Uni importe 123 307 tonnes de thé de l'extérieur de l'Union européenne et 6 024 tonnes depuis l'Union européenne. En 2017, les pays qui exportent le plus de thé noir vers le Royaume-Uni sont, dans l'ordre, le Kenya (62 222 tonnes), l'Inde (17 119 tonnes), le Malawi (11 197 tonnes), les Pays-Bas (4 429 tonnes), la Suisse (3 759 tonnes), la Tanzanie (3 668 tonnes), la Pologne (3 047 tonnes), le Rwanda (2 076 tonnes), le Zimbabwe (1 854 tonnes) et l'Indonésie (1 617 tonnes). Le thé importé de Suisse, des Pays-Bas et de la Pologne a été cultivé dans d'autres pays, mais mis en boîte dans ces trois pays.

### Marques commerciales
En 2020, Yorkshire Tea est la principale marque commerciale du pays, devant Twinings, ancienne leader. D'autres marques importantes sont PG Tips qui appartient à Unilever, Ahmad Tea, Lipton, Tetley, Jacksons of Piccadilly (en), Clipper et Typhoo (en).

## Représentations dans la culture
Le thé est reconnu à l'étranger comme une partie essentielle de la vie quotidienne des Britanniques.
Astérix chez les Bretons s'amuse d'une version de l'histoire où le thé serait boisson nationale britannique en honneur d'Astérix. Dans la bande dessinée comme dans le film, à cinq heures de l'après-midi, les Bretons boivent de l'eau chaude, parfois accompagnée d'un nuage de lait. Ils y ajoutent des feuilles de thé à la fin du récit.